# Кулжанбай
Кулжанбай (каз. Құлжанбай) — село в Улытауском районе Карагандинской области Казахстана. Входит в состав Коскольского сельского округа. Код КАТО — 356055400.

## Население
В 1999 году население села составляло 144 человека (79 мужчин и 65 женщин). По данным переписи 2009 года, в селе проживало 109 человек (68 мужчин и 41 женщина).